# Sojus TMA-09M
Sojus TMA-09M ist eine Missionsbezeichnung für den Flug des russischen Raumschiffs Sojus zur Internationalen Raumstation. Im Rahmen des ISS-Programms trägt der Flug die Bezeichnung ISS AF-35S. Es war der 35. Besuch eines Sojus-Raumschiffs an der ISS und der 141. Flug im Sojusprogramm.

## Besatzung

### Hauptbesatzung
- Fjodor Nikolajewitsch Jurtschichin (4. Raumflug), Kommandant, (Russland/Roskosmos)
- Luca Parmitano (1. Raumflug), Bordingenieur, (Italien/ESA)
- Karen Lujean Nyberg (2. Raumflug), Bordingenieur, (USA/NASA)

### Ersatzmannschaft
- Michail Wladislawowitsch Tjurin (3. Raumflug), Kommandant, (Russland/Roskosmos)
- Richard Alan Mastracchio (4. Raumflug), Bordingenieur, (USA/NASA)
- Kōichi Wakata (4. Raumflug), Bordingenieur, (Japan/JAXA)

## Missionsbeschreibung
Die Mission brachte drei Besatzungsmitglieder der ISS-Expeditionen 36 und 37 zur Internationalen Raumstation. Das Sojus-Raumschiff löste Sojus TMA-07M als Rettungskapsel ab.
Auch diese Mission dockte wie Sojus TMA-08M in weniger als sechs Stunden nach dem Start an der ISS an. Das Raumschiff machte am Miniforschungsmodul Rasswet fest. Am 1. November machte Sojus TMA-09M Platz für das Raumschiff Sojus TMA-11M, indem es von seinem Anlegeplatz am Modul Rasswet abkoppelte und anschließend an Swesdas Heck wieder andockte.
Am 7. November startete das Raumschiff Sojus TMA-11M, das dann an Rasswet festmachte. Mit an Bord war die Fackel (noch ohne Feuer), mit der das olympische Feuer am 7. Februar 2014 in Sotschi entzündet wurde. Damit waren zum ersten Mal seit Oktober 2009 wieder drei Sojus-Raumschiffe an der ISS angekoppelt. Nach einem „Fackellauf“ während eines Außenbordeinsatzes wurde die Fackel der Mannschaft von Sojus TMA-09M übergeben, damit sie rechtzeitig wieder zur Erde zurückgebracht werden konnte.
Am 10. November 2013 um 23:26 UTC koppelte Sojus TMA-09M mit Jurtschichin, Parmitano und Nyberg an Bord ab. Damit begann auf der ISS die Expedition 38 mit Oleg Kotow als Kommandant. Die Landung erfolgte dann am 11. November um 2:49 UTC 147 km südöstlich von Scheskasgan „mitten im Nirgendwo“ in der Steppe Kasachstans.